# Franciszek Musiel
Franciszek Musiel (* 14. Januar 1915 in Lgota Wielka, Polen; † 7. Dezember 1992 in Częstochowa) war ein polnischer Geistlicher.
Szwagrzyk wurde am 22. Mai 1941 von Teodor Kubina zum Priester für das Bistum Częstochowa geweiht.
Papst Paul VI. ernannte ihn am 12. November 1965 zum Weihbischof in Częstochowa und Titularbischof von Tamata. Am 30. Januar 1966 weihte Stefan Wyszyński, Erzbischof von Gnesen, ihn zum Bischof. Mitkonsekratoren waren Stefan Bareła, Bischof von Częstochowa, und Tadeusz Stanislaw Szwagrzyk, Weihbischof in Częstochowa.